# بو كيلي
بو كيلي (بالإنجليزية: Bo Kelly)‏ هو لاعب كرة قدم أمريكية أمريكي، ولد في 27 يونيو 1972 في اوفرتون في الولايات المتحدة.